# Eufiserv
EUFISERV (European Savings Banks Financial Services) es una red interbancaria europea que conecta los cajeros automáticos de las cajas de ahorros en Austria, Bélgica, República Checa, Finlandia, Francia, Alemania, Italia, Países Bajos, Noruega, Portugal, España, Suecia y Suiza. Es la red interbancaria internacional más grande y es la única que es propiedad de cooperativas de ahorro y crédito en Europa.

## Historia
- 1988: Se pone en marcha el proyecto de cooperación de cajeros automáticos del Grupo Europeo de Cajas de Ahorro.[1]
- 1990: Se funda la empresa EUFISERV S.C. para convertir el proyecto de cooperación de cajeros en una red interbancaria de servicio completo.
- 1992: Visa International y Eufiserv firmaron un acuerdo para proporcionar servicios mutuos de distribución de efectivo.
- 1996: MasterCard y Eufiserv firmaron un acuerdo para proporcionar servicios mutuos de distribución de efectivo.
- 1999: American Express y Eufiserv firmaron un acuerdo para proporcionar acceso a tarjetas American Express en los cajeros automáticos de EUFISERV.
- 2005: China UnionPay y Eufiserv firmaron un acuerdo para proporcionar acceso a las tarjetas CUP en los cajeros automáticos de EUFISERV.
- 2007: Eufiserv es uno de los seis fundadores de la Euro Alliance of Payment Schemes s.c.r.l.
- 2012: Deja de estar activo en Luxemburgo.

## Servicios de puerta de enlace
Eufiserv proporciona servicios de puerta de enlace a la red Visa PLUS, a la red Cirrus de MasterCard y a las redes de American Express y China UnionPay. Todos los cajeros automáticos de la red Eufiserv están conectados a las puertas de enlace de Visa PLUS, Cirrus y American Express y, por lo tanto, aceptan todas las tarjetas Visa, Visa Electron, Visa Debit, PLUS, MasterCard, Maestro, Cirrus y American Express pero, hasta ahora, solo algunos cajeros automáticos están conectados a la puerta de enlace CUP. Las operaciones de las pasarelas a las redes Visa PLUS y Cirrus son subcontratadas por EUFISERV a la Confederación Española de Cajas de Ahorros en España.

## Miembros de la red
- ESBG: Grupo de Cajas de Ahorro Europeas
- Austria: Hauptverband der Österreichischen Sparkassen
- Bélgica: BNP Paribas Fortis
- República Checa: Česká spořitelna
- Finlandia: Säästöpankkiliitto (Asociación de Cajas de Ahorros de Finlandia)
- Francia: Caisse nationale des Caisses d'épargne (CNCE)
- Alemania: Deutscher Sparkassen- und Giroverband (DSGV) y Finanz Informatik
- Noruega: Sparbankforeningen I Norge
- Portugal: Caixa Geral de Depósitos
- España: Confederación Española de Cajas de Ahorros (CECA)
- Suecia Sparbanken Swedbank
- Suiza: La Poste - PostFinance

## Miembros anteriores
- Luxemburgo: Banque et caisse d'épargne de l'État abandonó la red el 1 de enero de 2012, cuando todo el sector bancario minorista de Luxemburgo cambió al sistema V Pay de Visa, en sustitución del antiguo sistema nacional Bancomat.